# Lorenzo Patanè
Lorenzo Patanè (Catania, 20 novembre 1976) è un attore italiano residente in Germania.

## Biografia
Nato a Catania il 20 novembre 1976, vive dall'età di pochi mesi in Germania, ma ha studiato, nel periodo delle scuole elementari, anche in Italia. Debutta, ancora a livello non professionale, come attore teatrale a Stoccarda, dove vive dai dodici ai vent'anni. Quindi si trasferisce a Francoforte, iniziando a lavorare anche in televisione. Dopo un paio d'anni ritorna a Stoccarda, dove studia recitazione presso l'Accademia di Teatro "Manfred Riedel"; inoltre lavora in fiction tv, con ruoli più importanti, e in spettacoli teatrali anche a Colonia.
Nel 2005 entra nel cast della soap opera Sturm der Liebe, trasmessa in Italia, dal 5 giugno 2006 su Canale 5 e poi su Rete 4, con il titolo di Tempesta d'amore, in cui interpreta fino al 2008 il ruolo dello chef Robert Saalfeld, grazie al quale diventa popolare, non solo in Italia e Germania, ma in vari altri paesi del mondo dove la soap va in onda. Dopo l'uscita dalla soap, girata a Monaco di Baviera, si trasferisce a Berlino. Il 22 febbraio 2008 debutta sugli schermi cinematografici tedeschi con il cortometraggio Harry & Bo, in cui è il protagonista nel ruolo di Harry.
Il 31 maggio 2008, a Nola (Na), insieme a Martin Gruber (Felix Tarrasch) e Susan Hoecke (Viktoria Tarrasch), riceve un riconoscimento speciale, per l'interpretazione in Tempesta d'amore, nell'ambito del Premio Napoli Cultural Classic. Il giorno successivo si svolge il primo raduno dei fans italiani di questa soap amatissima in vari paesi del mondo. A settembre dello stesso anno, al Teatro Greco di Taormina, riceve il premio Sicilia Arte. Inoltre studia dizione con Lina Bernardi ed entra nel cast della soap opera di Rai 3, Agrodolce, dove recita per la prima volta in italiano.
Nel 2010 ritorna nel cast di Tempesta d'amore, prima per pochi episodi e successivamente rientrando nel cast della soap come protagonista al fianco di Uta Kargel. È tra le guest star insieme ad Emanuela Tittocchia di Passioni senza fine, radiodramma sul web di Giuseppe Cossentino e della webserie Scandali. A settembre 2012 entra a far parte del cast della webserie Kubrick - Una storia porno, prodotta da Magnolia Fiction e distribuita da The Jackal, in cui recita la parte di un attore pornografico.

## Filmografia

### Cinema
- Dummies Inc. (2001)
- Pizza pazza (2002)
- Im focus (2006)
- Harry & Bo (2008)
- Selene (2013)
- Child K (2014)
- L'angelo zingaro (2015)
- Veloce come il vento, regia di Matteo Rovere (2016)
- In guerra per amore, regia di Pif (2016)
- Tutti i soldi del mondo (All the Money in the World), regia di Ridley Scott (2017)

### Televisione
- Nathalie, Schatten der Vergangenheit (1999)
- Ein Fall für zwei (1999)
- Fabrixx (2001)
- Verflixte Begegnung im Mondschein (2003)
- Tempesta d'amore (Sturm der Liebe) – serial TV, 1851 puntate (2005-2023)
- Agrodolce – serial TV (2008)
- L'ultimo weekend (2013)
- Tatort – serie TV, episodi 1042-1048 (2017-2018)

## Teatro
- Viel Lärm um nichts (2001)
- Sternfels (2001)
- Der Tod der Königin (2002)
- Lisa (2002)
- Fisch und Fisch (2003)
- Die kinder (2003)
- Die Stunden, da wir nichts voneinander wussten (2004)
- Viel Lärm um nichts (2004)
- Was ihr wollt (2005)
- Mondscheintarif (2009)
- Solo cento volte (2015)

## Doppiatori italiani
- Renato Novara in Tempesta d'amore (1ª voce)
- Giorgio Perno in Tempesta d'amore (2ª voce)